# Суворин, Михаил Алексеевич
Михаил Алексеевич Суворин (18 декабря 1860, Воронеж — 17 августа 1936, Белград) — русский писатель, редактор и журналист, общественный деятель консервативного направления.

## Биография
Сын издателя А. С. Суворина от первого брака с Анной Барановой. Окончил историко-филологический факультет Санкт-Петербургского университета. Некоторое время работал журналистом. Брат журналистов А. А. Суворина и Б. А. Суворина. Ведал книжными киосками по продаже книг издательства А. С. Суворина на железнодорожных станциях. Совладелец и с 1903 года главный редактор газеты «Новое Время». Один из корреспондентов А. П. Чехова. Они вели активную переписку и состояли в приятельских отношениях, пока Суворин не занял антисемитскую позицию в связи с делом Дрейфуса.
В 1910 году был избран членом Совета Всероссийского национального союза.
В 1911 году получил вызов на дуэль от В. Д. Набокова. Причиной вызова послужила публикация в газете «Новое Время» заметки Н. В. Снессарева, содержащей высказывания в адрес Набокова, которые тот счёл оскорбительными. От участия в дуэли Суворин уклонился.
В 1912 году М. А. Суворин организовал сбор средств и финансовую поддержку экспедиции к Северному полюсу Г. Я. Седова. В 1913 году в честь Михаила Суворина Г. Я. Седов назвал гору на Баренцевском побережье северного острова Новой Земли. Спешка, слабое снаряжение, позднее время выхода из Архангельска (14 августа, 27-го по новому стилю) зверобойного судна «Святой мученик Фока» (переименованного после зимовки на Новой Земле в «Михаила Суворина») — вот причины очень тяжелого положения экспедиции, не достигшей поставленной цели и стоившей жизни Г. Я. Седову. Несмотря на широкое использование экспедиции к Северному полюсу в рекламных целях, Суворин отказался организовывать и, тем более, финансировать посылку судна с углем для экспедиции, как было условлено перед её началом. Началась Первая мировая война и на повестку дня встали совсем другие события и герои.
Директор театра А. С. Суворина.
В 1914—1917 годах издатель журнала «Лукоморье». В Санкт-Петербурге основал издательство «Новый человек», в котором печатал книги по нетрадиционной медицине и экзотическим методам лечения болезней человека.
После Октябрьской революции 1917 года бежал из Петрограда на Юг России; жил на территории, контролируемой белыми (Гагра, Ростов-на-Дону), сотрудничал с военной администрацией командующего Вооружёнными Силами Юга России (ВСЮР) генерал-лейтенанта А. И. Деникина.
В январе 1920 года навсегда покинул Россию.
Первоначально жил в Болгарии, откуда переехал в Королевство СХС (Югославию). Поселился в Белграде.
В 1921 году возобновил в Белграде издание газеты «Новое время», став её издателем и одним из трёх соредакторов (формально газета выходила под редакцией профессора В. Х. Даватца и Н. З. Рыбинского c 1921 по 1930 годы).
В 1922 году стал председателем Литературно-художественного общества.
Был членом белградского Союза русских писателей и журналистов. В сентябре 1928 года принимал участие в работе 1-го съезда русских писателей и журналистов за рубежом, проходившего в Белграде.
Похоронен на Новом кладбище Белграда.
В честь М. А. Суворина названа гора (гора Суворина, Баренцево море, Новая Земля, гора нанесена на карту в 1913 году Г. Я. Седовым, им же было присвоено название).

## Семья
- Жена — Елена Ивановна Суворина, урождённая Дьяконова (?—9 апреля 1936, Рига[5])[6]
  - Дочь — Нина, старшая (12 июля 1883—1921), муж Всеволод Павлович Козловский, их сын Мурик умер ребёнком от болезни[7]. И. И. Колышко утверждал, что Козловский сотрудничал с «нечистоплотным» Снессаревым[8]. После революции Козловский эмигрировал в Польшу[9], а Нина погибла в советской тюрьме[6][a]
  - Сын — Борис (28 ноября 1886—?)[10][b]

## Комментарии
1. ↑   По воспоминаниям С. И. Смирновой-Сазоновой бывший студент Козловский в конце 1908 года уже был женат на Нине Михайловне Сувориной и заведовал у Суворина старшего цинкографией[6]. Таким образом, он не мог быть женат на Нине (младшей), как сообщает сайт https://www.geni.com/people/Mihhail-Suvorin/6000000071544108887
2. ↑  Сайт Geni.com со ссылкой на архивные документы сообщает о ещё двух детях Михаила Алексеевича Суворина:
  - Дочь — Нина, младшая (15 января 1892—?), муж — Herbert Friedrich Oscar Rosenfeldt[10]
  - Сын — Юрий[10]

Суворин достаточно распространенная фамилия, как и имя Михаил, поэтому существование этих потомков известного издателя А. С. Суворина нуждается в дополнительных подтверждениях.